# Batcomputer
La Batcomputer (Baticomputadora o Batordenador en español) es un ordenador ficticio que aparece en las historietas de Batman. La computadora está ubicada en la Baticueva y fue introducida en 1964 cómo una Super-computadora que ayudaba a Batman a encontrar a sus enemigos o ayudarlo a encontrar una ubicación.

## Descripción
La Batcomputadora ha sido presentada cómo un super-ordenador que presenta todo lo que ocurre en Gotham City, ha medida que la tecnología va avanzando la Batcomputer va evolucionando, en un principio era una simple computadora de mensajes y ahora es un super ordenador masivo. Está conectada a una red que le permite controlar satélites, esto también permite que Batman pueda localizar y observar cualquier parte del mundo, además está protegida por un sistema de seguridad muy avanzada que no permite que sea controlada por alguien más.
A pesar de la potencia de los ordenadores de Batman, la Liga de la Justicia es conocida por tener ordenadores más potentes. Mientras que el Batcomputer generalmente se presenta como una verosímil computadora, si es una poderosa computadora, las computadoras Watchtower incorporar elementos de ciencia ficción cómo cosas kryptonianas y tecnología marciana.

## Otra información

### Cómics
El Batcomputer a menudo actúa como un recurso argumental o herramienta para la exposición.
En A Death on the Family Jason Todd utiliza la Batcomputadora para saber la verdadera identidad de su madre.

### Acción en vivo

#### Batman(serie de TV)
La serie de televisión Adam West de 1966 contó con la Batcave de manera extensiva, y la presentó como una caverna grande pero bien iluminada llena de todo tipo de computadoras y dispositivos.
De acuerdo con el estilo del campamento del espectáculo, varios dispositivos caprichosos fueron representados como parte de la suite de computación de la cueva. Estos incluyen:
- Murciélago-diamante (fuente de energía para el Batcomputer, debe ser mucho más puro que un diamante natural, tiene más de 10,000 quilates (2,0 kg))
- Interruptor de concentración acelerado (aumenta la potencia de cálculo de Batcomputer cuando está forzado)
- Sensor de murciélago de doble identidad
- Engranajes que analizan murciélagos
- Interruptor del ingestor de Batcomputer
- Batcomputer Señal de resistencia a la señal (la luz se enciende cuando el Batcomputer no entiende la pregunta)
- Localizador de murciélagos arquiminales escapados especiales
- Señal de corrección de murciélago (alerta a Batman o Robin cuando dicen algo incorrecto)
- Analizador de voz contra el crimen
- Fijación sismológica especial.
- Ranura de entrada de Batcomputer (ingrese alguna fuente de información, como una guía telefónica, para poder realizar una búsqueda)
- Bat-slides ilustradas (Alfred las creó para ser más informativas que las habituales tarjetas de referencia)

El "Batcomputer" fue en realidad un equipo excedente de Burroughs Corporation y fue una de las muchas piezas de dicho equipo que no solo se usó en Batcave en la serie de televisión de 1966-68 de Batman, sino también en otras producciones de 20th Century Fox TV de la época, como Lost In Space y The Time Tunnel (casualmente, el primero se emitió en el mismo período que Batman durante 1966 y parte de 1967).

### Película

#### Batman(1989)
El Batcomputer que se usó en la película de Batman de 1989 fue realista en su diseño. El Batcomputer aparece por primera vez cuando Bruce Wayne está en Batcave viendo en los videos de seguridad de la mansión cuando el Comisionado Gordon recibe una alerta sobre la llegada de Jack Napier y el Teniente Max Eckardt a Axis Chemicals. Más adelante en la película, se ve cuando Batman lleva a Vicki Vale a la demostración de Batcave de la combinación letal de los productos de salud y belleza de Joker. Finalmente, Bruce usa la computadora para observar el desafío de Joker para él mientras recuerda que mató a sus padres hace años.

#### Batman Returns
El Batcomputer se ve por primera vez cuando Bruce lee los archivos del Circo del Triángulo Rojo de El Pingüino. También utiliza la computadora para dañar la campaña de Pingüino para el alcalde de Gotham City a través de la interferencia de frecuencia al reproducir una grabación en la que Pingüino estaba insultando a los ciudadanos de Gotham. Hacia el final de la película, Alfred hace lo mismo contra el ejército de pingüinos al servicio del villano.

#### Batman Forever
El Batcomputer aparece brevemente detrás del gran Batemblem en la Batcave cuando Bruce está discutiendo con Dick Grayson después de que Dick salvó a Batman de Dos Caras en el metro que está en construcción. La computadora se utiliza para ver un informe de noticias sobre el incidente. El Batcomputer es finalmente destruido por Riddler.

#### Batman y Robin
En la película de 1997, Batman & Robin, Alfred programa sus algoritmos cerebrales en Batcomputer y crea una simulación virtual de sí mismo.

#### The Dark Knight & The Dark Knight Rises
El Batcomputer presentado en The Dark Knight es una súper computadora con capacidades avanzadas que ofrece una configuración de 8 monitores con varios escritorios de clase Dell Power Edge Server adyacentes a su escritorio principal. Desde las capturas de pantalla, se muestra que está utilizando una forma de Linux de las capturas de pantalla de Joker. Las capacidades avanzadas incluyen reconocimiento facial, acceso al tráfico de Gotham City y cámaras de la ciudad. El Batcomputer probablemente tenga acceso a la base de datos criminal del departamento de policía de Gotham City.
Batman también usó un supercomputador de Vigilancia aún más poderoso para rastrear, el Joker, a través de una forma de sonar que utiliza tecnología de imágenes de teléfonos celulares. Más tarde fue destruido debido a que Lucius era demasiado poder para un hombre.
En The Dark Knight Rises, Batman usa de nuevo un Batcomputer diferente para buscar los registros criminales de datos de huellas dactilares de Selina Kyle en la base de datos de GCPD. La computadora ahora se encuentra en la Batcave reacondicionada con una configuración de monitor dual.

#### DC Extended Universe

##### Batman v Superman: Dawn of Justice
El Batcomputer aparece en Batman v Superman: Dawn of Justice. En esta versión, la Batcueva no se encuentra directamente debajo de la Mansión Wayne, sino que originalmente estaba en el bosque en las afueras de la mansión, y Bruce descubrió la cueva cuando cayó en ellos después de huir durante el funeral de sus padres. Después de que la Mansión Wayne fue destruida en un incendio no especificado, Bruce y Alfred se mudaron a una casa de vidrio construida sobre la Batcueva, que consiste principalmente en un largo pasaje de acceso que conduce a un lago cercano y se puede usar para el Batimóvil o (presumiblemente) el Batplane de ganar acceso. El ascensor que conduce a la casa también incluye una cámara con un viejo disfraz de Robin, aparentemente un monumento, mientras que un nivel superior incluye el Batcomputer y un taller donde Bruce y Alfred pueden trabajar en las diversas armas de Batman, incluido el sintetizador utilizado para distorsionar su voz en el traje normal y la armadura que usa para luchar contra Superman.

##### Liga de la Justicia
El Batcomputer aparece de nuevo en Liga de la Justicia. Tras la muerte de Superman, Bruce continúa operando fuera de la Batcueva, que se revela también incluye un gran hangar donde ha estado trabajando en un transporte secreto de tropas para el equipo que ha estado planeando crear tras la muerte de Superman. Mientras trabaja en el transporte, Diana lo visita y señala que la seguridad de la cueva le costó millones de dólares. Una vez que el equipo de él mismo, Diana, Barry Allen, Victor Stone y Arthur Curry se han unido por primera vez para enfrentarse al poderoso Steppenwolf, Bruce los lleva a la Batcueva para planificar su próximo movimiento, con un emocionado Barry Allen corriendo por todos lados en la cueva en segundos a su llegada.

### Animación

#### Batman: la serie animada
En esta serie, Batman utiliza el Batcomputer como una base de datos de información y una herramienta de investigación en los episodios "The Laughing Fish" y "His Silicon Soul".

#### Batman Beyond
En Batman Beyond, el mayor Bruce Wayne usa el Batcomputer para monitorear a su sucesor como Batman, Terry McGinnis, y su Batitraje.

#### The Batman
La serie animada de 2004 The Batman presenta las señales de advertencia "Bat-Wave", que llamaban a Batman antes de que la Bati-señal entrara en servicio.

#### Beware the Batman
En Beware the Batman, Batcomputer muestra cierto grado de sensibilidad y personalidad. Constantemente le dice a Batman las probabilidades poco probables de sobrevivir a una determinada misión o situación. Su voz es de JB Blanc.

#### The Lego Batman Movie
El Batcomputer (aquí llamado "'Puter", "Compu" en Hispanoamérica) es uno de los personajes principales de The Lego Batman Movie, en tono de broma expresado por Siri. Esta versión similar a HAL 9000 del Batcomputer parece ser sensible y leal a Batman y tiene la capacidad de controlar a distancia los vehículos de Batman.
El Batcomputer "vive" en la Mansión Wayne, en los vehículos de Batman y en su máscara.

### Videojuegos
- Batman & Robin, basado en la película del mismo nombre, cuenta con varios Batcomputers escondidos en toda Gotham City. Estos sirven como una herramienta de juego y un menú de guardado dentro del juego.
- Batman: The Brave and the Bold: The Videogame presenta a Batcomputer de manera prominente (con la voz del director de VO Andrea Romano) en el sistema de menú principal.
- En Batman: Arkham Asylum, Batman usa un sistema informático similar al Batcomputer que se encuentra en un Batcave de respaldo que Batman había instalado en la Isla Arkham para emergencias como el estallido de Joker en el juego. Batman usa la computadora para analizar la fórmula de Titán con el fin de desarrollar un antídoto. El sistema informático es posteriormente destruido parcialmente.
- En Batman: Arkham City, Batman puede conectarse a la base de datos de Batcomputer a través de Batsuit para acceder a los perfiles o ponerse en contacto con Alfred, que tiene acceso a Batcomputer en Batcave. También puede enviar información a Alfred para su análisis en Batcave. El Batcomputer real se ve en el mapa de desafío de DLC de Batcave.
- Batman: Arkham Origins presenta el Batcave principal bajo la Mansión Wayne como un lugar que se puede visitar, dentro del cual se puede encontrar el Batcomputer. A lo largo de la historia, Alfred lo utiliza a menudo para analizar pistas y procesar datos que Batman encuentra en el campo.
- Batman: Arkham Knight, Batman puede conectarse a la base de datos de Batcomputer a través de Batsuit y Alfred, que puede acceder a Batcomputer desde Batcave. Además, Batman tiene un Batcomputer de respaldo instalado en el sitio de Batcave que instaló en el antiguo estudio de cine donde puso en cuarentena a las personas que habían tomado parte de la personalidad del Joker debido a que accidentalmente recibió parte de la sangre infundida en el Titan del Joker. durante los eventos de Arkham City (ya que sería peligroso mantenerlos en Batcave en la Mansión Wayne). Robin y Batman utilizan esta computadora para hacer análisis médicos de los individuos en cuarentena para encontrar una cura. Harley Quinn más tarde irrumpe en este Batcave y libera a los pacientes, lo que obliga a Batman a rastrearlos.
- Lego Dimensions cuenta con un Bat Computer Toy Pad Build con el Story Pack.